# Phitosia crocifolia
Phitosia crocifolia – gatunek roślin z rodziny astrowatych (Asteraceae). Reprezentuje monotypowy rodzaj Phitosia i jest endemitem Grecji. Występuje tylko w paśmie Tajget na Peloponezie, gdzie rośnie w górach w szczelinach skał, na skalnych urwiskach, w wąwozach, także na murach. Kwitnie od czerwca do sierpnia.

## Morfologia
PokrójBylina z tęgą szyją korzeniową osiągającą do 2 cm średnicy, niepodzieloną lub podzieloną na kilka rozgałęzień, okrytą nasadami starych liści. Korzeń palowy cienki, pionowy. Łodygi liczne, sztywne, prosto lub łukowato wzniesione osiągają do 2,6 m wysokości. Łodygi są nagie, obłe, delikatnie kreskowane.
LiścieLiczne odziomkowe są równowąskie do wąskolancetowatych, całobrzegie, zwężające się w oskrzydlony ogonek. Osiągają do 8 cm długości i 0,4 cm szerokości. Liście łodygowe są podobne, ale nieco krótsze (do 6 cm), węższe (do 0,2 cm) i stopniowo zmniejszają się i są coraz rzadziej rozmieszczone wraz z wysokością na pędzie.
KwiatyZebrane po kilkanaście w niewielkie koszyczki na szczycie łodygi i na szczytowych odcinkach odgałęzień wyrastających w kątach liści w górnej części pędu. Koszyczki są prosto wzniesione, mają dzwonkowatą okrywę długości ok. 1 cm tworzoną przez 8 nierównych listków zewnętrznych, znacznie krótszych od ok. 10 listków wewnętrznych. Listki są lancetowate, ostre i owłosione, w czasie owocowania ich nasady gąbczasto grubieją. Dno koszyczka jest nagie. Wszystkie kwiaty są języczkowe z koroną żółtą, długości do 14 mm i szerokości do 2,5 mm, u nasady z rurką długości 4 mm.
OwoceJasnobrązowe niełupki walcowate, proste lub lekko zgięte, długości ok. 5 mm, niewyraźnie kreskowane. Puch kielichowy jasnożółty, o długości ok. 5 mm, sztywny i trwały.

## Systematyka
Gatunek i rodzaj z podplemienia Chondrillinae, plemienia Cichorieae podrodziny Cichorioideae w obrębie rodziny astrowatych Asteraceae. Pozycja systematyczna taksonu była niejasna – był on włączany do podplemienia Crepidinae i nawet rodzaju pępawa Crepis, ale okazał się izolowany i zachował rangę odrębnego rodzaju.